# 和田充広

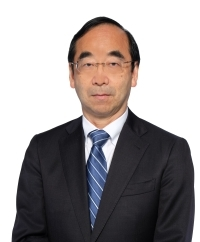
外務省より公表された公式肖像画像

和田 充広（わだ みつひろ、1960年7月28日 - ）は、日本の外交官。外務省太平洋・島サミット準備事務局長や、デトロイト総領事、香港総領事・大使、駐パキスタン特命全権大使を経て、駐クロアチア特命全権大使。

## 人物・経歴
東京都出身。1983年に東京大学法学部を卒業し、外務省入省後、香港中文大学、中国人民大学、カルフォルニア大学バークレー校に留学するなど中国語研修を受けたチャイナ・スクールに属する。
中国、ジュネーブ、インドネシア在勤、経済協力局調査計画課長などを経て、2008年から2011年まで在中華人民共和国日本国大使館で参事官や公使（政務担当）を務めた。外務省大臣官房審議官を経て、2014年在中華人民共和国日本国大使館公使（次席）。2015年外務省第7回太平洋・島サミット準備事務局長兼国際協力局長補。デトロイト総領事を経て、2018年から香港総領事・大使を務め、2019年-2020年香港民主化デモを受け情報提供などにあたった。2021年駐パキスタン特命全権大使。2024年駐クロアチア特命全権大使。

## 同期入省
- 相川一俊（23年EU大使・20年イラン大使）
- 相星孝一（21年韓国大使・18年イスラエル大使・14年ASEAN大使）
- 尾池厚之（23年ジュネーブ代表部大使・20年ユネスコ大使）
- 小笠原一郎（19年軍縮会議大使・16年マダガスカル大使）
- 奥山爾朗（22年ヨルダン大使）
- 片山和之（23年日本台湾交流協会台北事務所長・20年ペルー大使）
- 金杉憲治（23年中国大使）
- 杵渕正巳（22年ボスニアヘルツェゴビナ大使・20年東ティモール大使）
- 木村元（20年モザンビーク大使）
- 新美潤（22年OECD大使）
- 丸山則夫（22年アイルランド大使）
- 水内龍太（22年オーストリア大使・20年ザンビア大使）
- 水鳥真美（18年国連事務総長特別代表）
- 道上尚史（23年ブルガリア大使・21年ミクロネシア連邦大使）
- 南博（22年オランダ大使）
- 宮原信孝（18年笹川平和財団研究員）
- 村林弘文（21年在ヒューストン日本国総領事）
- 森健良（21年外務事務次官）
- 山﨑和之（23年国連大使）
- 山田滝雄（20年ベトナム大使・17年ユネスコ大使・10年ASEAN大使）
- 山本広行（23年ベラルーシ大使・20年トルクメニスタン大使）